# Dexter's Laboratory: Mandark's Lab?
Dexter's Laboratory: Mandark's Lab? es un videojuego de acción y aventura 3D de sombreado plano lanzado en 2002 para la PlayStation, y está basado en la serie animada americana de televisión Dexter's Laboratory, la cual fue transmitida por Cartoon Network en Estados Unidos. En el juego, Cerebro obtiene acceso al laboratorio secreto de Dexter con la intención de destruirlo, y Dexter se ve obligado a vencer a su archienemigo para recuperarlo. El estudio escocés Red Lemon Studios desarrolló el juego para BAM! Entertainment y fue mostrado por primera vez al público en la Electronic Entertainment Expo (E3) en 2002. El juego está diseñado para jugadores de entre 8 y 14 años de edad.

## Trama
El juego comienza con el rival de Dexter, Cerebro, entrando al laboratorio de Dexter e intentando destruirlo reprogramando la computadora del laboratorio para evitar que Dexter pueda entrar. De esta forma, Dexter se vuelve incapaz de entrar sin la contraseña correcta, por lo que debe imitar la voz de Cerebro. Tras recuperar su modulador de voz de la habitación de Dee Dee, se ve obligado a bailar con ella para convencerla de adivinar la contraseña. Luego de lograr esto, consigue entrar al laboratorio exitosamente.
Dexter descubre que el laboratorio no obedece ninguna de sus órdenes, por lo que debe librar a los sistemas de computadora de los átomos rebeldes y un insecto cibernético que está destruyendo al sistema desde adentro. Finalmente, encuentra a Cerebro, quien utiliza una vieja invención de Dexter (el dispositivo de cambio de edad) para convertir a Dexter en un señor mayor. No obstante, es capaz de recargar la máquina luego de haberla encendido por medio de sus memorias.
Luego de volver a su edad normal, vuelve a encontrar a Cerebro y descubre que ha activado una bomba para destruir la pecera gigante de Dexter que está llena de agua salada, la cual destruiría el laboratorio. Dee Dee, quien los estuvo siguiendo, sugiere que ambos compitan en una serie de desafíos, prometiéndole un beso a Cerebro; si Cerebro pierde, deberá darle a Dexter el código para desactivar la bomba. Tras perder contra Dexter tanto en un experimento de química como en hockey sobre hielo, Cerebro le otorga un código extraño. Sin embargo, Dexter logra descifrarlo, desactiva la bomba exitosamente y salva al laboratorio. Vencido, Cerebro se marcha jurando venganza. Aunque todo parezca haber terminado bien, el juego termina con Dee Dee haciendo enojar a Dexter destruyendo uno de sus equipos.

## Jugabilidad
Basado en la serie de televisión, el juego está ambientado en la casa de Dexter y el laboratorio. El modo de un jugador está dividido en cuatro niveles, cada uno albergando retos desconcertantes que cuentan con varios inventos que Dexter ha creado. Cada nivel contiene dos minijuegos que el jugador deberá encontrar y completar para avanzar al próximo nivel. El juego dispone de un total of ocho minijuegos que pueden ser jugados en el modo de uno o dos jugadores, donde una persona jugará como Dexter y la otra como Cerebro. Los minijuegos incluyen el baile de Dee Dee, la cacería de piojos y muchos más. En cada nivel, los jugadores también podrán desbloquear un invento mejorado recolectando cuatro partes de planos escondidos en el nivel. El invento mejorado hará que los minijuegos del nivel sean más fáciles. Aunque el juego principal disponga de gráficos 3D de sombreado plano, ciertas cinemáticas son presentadas en el estilo de animación 2D de la serie. Se podrán desbloquear extras en la «bóveda de Dexter» en el menú principal.

## Recepción
Basado en cuatro reseñas, el juego recibió un puntaje de 62% en Metacritic, correspondiendo a una calificación «mixta o media». La analista de AllGame, Jennifer Beam, apreció las cinemáticas animadas del juego y dijo que eran «como si estuviera viendo el show, y los personajes están relativamente bien representados». Beam también elogió la actuación de voz de Dexter, la cual fue interpretada por Candi Milo, quien también hace la voz de Dexter en la serie de televisión. Troy Oxford de The Atlanta Journal-Constitution dijo que los minijuegos convierten al título en un éxito. Stephen Triche de PSIllustrated también aclamó los gráficos del juego, pero se sintió insatisfecho con el juego en general, y consideró a los minijuegos obtusos: «Tengo la sensación de que Red Lemon Studios usó al público juvenil al que va dirigido como una excusa para hacer un juego al que simplemente considero escaso».